# Ctenomorpha gargantua
Ctenomorpha gargantua is een insect uit de orde Phasmatodea en de  familie Phasmatidae. De wetenschappelijke naam van deze soort is voor het eerst geldig gepubliceerd in 2006 door Hasenpusch & Brock.
1. ↑  (en) Ctenomorpha gargantua op de IUCN Red List of Threatened Species.